# ريتا ماي براون
ريتا ماى براون (بالإنجليزية: Rita Mae Brown) (ولدت 28 نوفمبر 1944)، وهي كاتبة أمريكية. وقد عرفت بروايتها الأولى وهي أشهر رواية لها وعرفت باسم (روبى فرويت). وقد نشرت هذه الرواية في عام 1973 فوفقا لهذه الفترة التي نشرت بها، فقد عملت على توضحيها بشكل كامل ولمس كل المواضيع الموجودة في الرواية. وقد كانت تعمل ريتا ماى براون كاتبة سيناريوهات، ومقالات، وقصص غاضمة.

## السنوات الأولى
ولدت براون هانوفير في مدينة بنسلفانيا، وترعرعت ونشأت في مدينة فلوريدا. واعتبارا من عام 2004 فقد عاشت بخارج فرجينيا، وعاشت بشارلوتسفيل.
وفي عام 1960 فقد درست براون في جامعة فلوريدا، بكلية الاجتماع ببرواد، ولكن بعد ذلك انتقلت للمعيشة في نيويورك، ونقلت دراستها لجامعة نيويورك. وبينما كانت هناك فقد حصلت على درجات عالية على أعمالها باللغة الإنجليزية. وبعد ذلك حصلت على درجات عالية في قسم التصوير السينمائي من كلية الفنون البصرية في الكلية.
وفي عام 1976 فقد تخرجت بدرجة الدكتوراه من جامعة معهد الأتحاد، وبالأضافة إلى ذلك فقد حصلت على الدكتوراه في قسم العلوم السياسية من معهد الدراسات السياسية في واشنطن.

## أعمالهاالسياسية
وفي نهاية الستينيات فقد اتحهت ريتا ماى براون إلى السياسة. وقد أثرت في العديد من الحركات السياسية مثل: حركة الحقوق المدنية للأمريكان الأفارقة، الحركة المناهضة للحرب، حركة تحرير المثليين، وناشطة أيضا في الحركة النسائية. وهي كانت صاحبة منصب سياسى كبير في منظمة المرأة الوطنية الناشئة National Organization for Women (NOW)، ولكنها قامت بتقديم استقالتها مع مايكل جريفو في يناير 1970 وذلك بسبب تعليقات المنظمات وقرارت الابتعاد من المنظمة، والانتقادات الموجهة ضدهما من بيتى فريدان.
وفي 1 مايو 1970 فقد قامت بتنظيم احتجاجات من أجل حركات النساء المثلييات، وذلك من خلال منظمة اتحاد المرأة الثاني، ولعبت دور أساسي وقيادى في هذه الحركة مع ليفندر ميناجى.
وفي بداية السبعينيات، فقد قامت بالمدافعة عن العلاقة مع الجنس الآخر، وقد كانت عضوة في منظمة الغضب الجماعى الذي أقامته النساء المثلييات.
وقالت ريتا ماى براون : (انا لا أؤمن بالغيرية والاعتياد، حقا لا أعتقد. وأعتقد أن المخنثين يظنون ذلك أيضا).

## حياتها الشخصية
قد كانت ريتا ماى براون في علاقة مع ألين نوبل السياسى المعروف، ومن قبله مع الاجتماعى جودى نيلسون ، والكاتب/الممثل فانى فلاج.
وقد كانت براون تحب صيد الثعالب دائما. وكانت تذهب دائما إلى نادى خاص بصيد الثعالب. وبالأضافة إلى ذلك كانت تلعب لعبة البولو، وأسست بعد ذلك نادى خاص للنساء للريدج بولو.

## عملهابالكتابة

### أشعارها
-اليد التي حملت الصخور (1971
-الأغاني للمرأة الوسيمة (1973)

### الروايات
ألفت الكاتبة العديد من الروايات وقد كانت من أكثر الروايات مبيعا في العالم، ومن بين هذه الروايات:
-روبى فرويت جنجل (1973)، طباعة 0-553-27886-x
-في كل يوم (1976) طباعة 0.533.27573.9
-ستة من واحد، طباعة 0-533-38037-0
-انزعاج الجنوب، طباعة 0-553-27446-5
-موت الفجأة 0-553-26930-5
-ازمات القلب طباعة 0-533-27888-6
-بينجو، طباعة 0-533-38040-0 (استمرار رواية واحد من ستة)
-فينوس الحسد، طباعة 0-553-56497-8
-دولى: رواية دولى مديسون في الحب والحرب، طباعة 0-533-56949-x
-ركوب البندقية، طباعة، 0-533-76353-9
-فضفاضة الشفاة (2000)، طباعة 0-533-38067-2 (ستة من واحد، من بينهم بينجو)
-ألما ماتير (2002)، طباعة 0-345-45532-0
-جزيرة الرمال (2008)، طباعة 0-8021-1870-4
-براون منذ 1990 ، براون ومارس، قطتها مستر موربى الشخصية التي مثلت دور الكتابة المتوسطة في داخل إحدى الأدوار، ومن بين هذه
الكتابات:
-أتمنى أن تكون هنا (1990) طباعة 978-0-553-28753-0
-باقى القطعات (1992)، طباعة: 978-0-553-56239-2
القتل في مونتايسلو (1994)، طباعة 978-0-533-57235-3
-دفع القذر، طباعة 978-0-553-57236-0
-القاتل، هي قتلت (1996)، طباعة 978-0-553-57540-8
-رائحة القطة (1999)، طباعة 978-0-553-57541-5
-الخدش على الماضى (2000)، طباعة 978-0-553-58025-9
المخالب والتأثير (2001)، طباعة 978-0-553-58090-7
-القبض على القطة (2002)، طباعة 978-0-553-58028-0
-دليل التلميح (2003)، طباعة 978-0-553-58285-7
-طرق الشر (2004)، طباعة 978-0-553-58286-4
-شهود عيان القطة (2005)، طباعة 978-0-553-58287-1
-القط الحامض (2006)، طباعة 978-0-533-58681-7
-سنون التواطؤ (2007) طباعة 978-0-553-58682-4
-القاتل (2008)، طباعة 978-0-553-58683-1
-المخالب (2008)، طباعة 978-0-553-80706-6
-قط القرن (2010)، طباعة 978-0-533-80707-3
-همسة الموت (2011)، طباعة 978-0-553-80708-0
- البنى خيالى من ناحية، ومن ناحية أخرى غير خيالى، صياد للكلاب، والثعالب (بينجو، ريدنج، شوتونج، وبعد 	ذلك كتابات مستر موربهى).

وفي عام 2000 فقد قامت بعمل نادى صيد للثعالب في ولاية فرجينينا، وبدأت قصة رواية للغموض لجانى أرنولد، ومن بين هذه الروايات والقصص:
-التفوق بالحيلة (2000)
-هوتسبير (2002)
-صرخة كاملة (2003)
-ضربة الكرة (2005)
-كلاب الصيد والغضب (2006)
-منذره الحصنة (2007)
-المطاردين حتى الموت (2008)

### الأعمالالغير روائية
البنى، تبدأ من الصفر: نوع مختلف من دليل الكاتب، يسمى دليل الكتابة التقلديدية، وريتا ويل: حيث أطلقت خيالها للفضاء، وبدأت باستخدام المخلوقات الصغيرة، والسيرة الذاتية من مذكرات الأديبة رابلى روسير عن حياة الحيوانات المغناطسية. وبالأضافة إلى ذلك أصدرت كتاب للطبخ سمته بسنيكى بي.

### السيناريوهات
-مذبحة الحزب (1982)، وقد كانت محاكاة ساخرة لهذا النوع من الأفلام، ولكن أعمال هذا الفيلم كانت جدية، ولذلك تم اتخاذ قرار تمثيلها بعد ذلك، وقد كتبت العديد من السيناريوهات ومن بينها
-القتل: السيد موربى مايسترى (1998) (التلفزيون)
-مارى بيكفورد: الحياة في فيلم (1997)
-المرأة التي تحب ألفيس (1993) (التلفزيون)
-الرجل الغنى، المرأة العزبة (1990) (التلفزيون)
-انا وربويفورت (1989)
-غرامياتى الأثنين (1986)
-الصيف الطويل الحار (1985)
-حزب سبات المذبحة (1982)
-انا أحب الحرية (1982)
- في عام 1982 براون ، فقد حصلت على الجائزة الكبيرة الخاصة ببرنامج الموسيقى أو فرياتى لجوائز ايمى عن سيناريو (أنا احب الحرية)، وبسبب نجاح هذا الفيلم بعد كتابتها له.

### فن الثقافة الشعبية
-سوزان الضخية الرئيسية لفيلم ريتا، وقد غيرت ريتا ماى براون اسمها إلى ريتا.

## وصلات خارجية
- ريتا ماي براون على موقع IMDb (الإنجليزية)
- ريتا ماي براون على موقع الموسوعة البريطانية (الإنجليزية)
- ريتا ماي براون على موقع مونزينجر (الألمانية)
- ريتا ماي براون على موقع ألو سيني (الفرنسية)
- ريتا ماي براون على موقع أول موفي (الإنجليزية)
- ريتا ماي براون على موقع قاعدة بيانات الأفلام السويدية (السويدية)
- ريتا ماي براون على موقع إن إن دي بي (الإنجليزية)
- ريتا ماي براون على موقع قاعدة بيانات الفيلم (الإنجليزية)
- ريتا ماي براون على موقع كينوبويسك (الروسية)
- الموقع الرسمي (باللغة الإنجليزية)
- ريتا ماي براون في İngilizce Wikiquote (باللغة الإنجليزية)